# 안톤 체호프
안톤 파블로비치 체호프(러시아어: Анто́н Па́влович Че́хов, 문자 개혁 이전: Антонъ Павловичъ Чеховъ, 영어: Anton Pavlovich Chekhov, 문화어: 안똔 체호브, 1860년 1월 29일 ~ 1904년 7월 15일)는 러시아의 의사, 단편 소설가, 극작가이다.

## 생애
체호프는 1860년 흑해 위에 있는 아조프해 연안의 항구 도시 타간로크(Таганрог)에서 식민지 수입 상품점을 하는 아버지 파벨 예고로비치 (Pavel Egorovič)와 어머니 예브게니야 야코브레브나 모로조바 (Evgenija Jakovlevna Morozova) 사이에서 셋째 아들로 태어난다. 조부는 원래 농노였으며 부친은 조그마한 채소가게를 했었다. 체호프는 어릴 때부터 가게를 도와야만 했다.
1867년 고향에서 고대 그리스어를 가르치는 예비학교를 다닌 후, 1869년 고전 교육을 목표로 하는 타간로크 인문학교에 입학한다. 1872년 성적 불량으로 3학년 과정을 반복하며, 3년 뒤 고대 그리스어 시험에 낙제하여 다시 5학년 과정을 반복한다.
지방정치와 교회합창에 너무 열중한 부친은 파산, 체호프 가족은 경제적으로 어려움을 겪기 시작하며, 학교 때문에 홀로 남은 체호프를 제외하고는 모두 모스크바로 나왔다. 15세의 체호프는 큰 형 알렉산드르와 함께 문학 창작에 열중한다. 두 형 알렉산드르와 니콜라이 그리고 동생 이반이 5년 과정으로 타간로크 학교를 졸업한 반면, 체호프는 1879년 8년 과정으로 학교를 졸업함으로써 대학 진학 자격을 얻는다. 같은 해 타간로크 모교로부터 장학금을 받아 모스크바로 올라가 그 곳에 이미 자리를 잡은 부모 형제들과 재회하며, 같은해 10월 모스크바 대학의 의학과에 입학한다. 그러나 이 때부터 체호프는 의학공부를 하는 한편 타간로크에서 받는 장학금과 상트페테르부르크나 모스크바의 잡지에 유머 단편을 써서 그 기고료로 부모와 세 동생의 뒷바라지를 한다.
1887년 연극 이바노프의 첫 상연이 있기까지 체호프는 문학잡지 《귀뚜라미(Strekoza)》, 《파편(Oskolski)》, 《자명종(Budilnik)》, 《페테르부르크 신문》 등에 100줄에서 150줄로 한정된 짧은 단편과 수필을 일주일이 멀다하고 기고한다. 특히 1883년에는 《Oskolski》에 매 이주일마다 모스크바의 일상을 스케치하는 컬럼을 맡는다. 체호프의 글은 호평을 받았으며 대학을 졸업할 무렵에는 이미 신진 소설가로서의 명성이 높았다.
이처럼 글을 써 돈벌이를 하는 어려움에도 불구하고 1883년 10월부터 의학 졸업시험 준비에 열중하여 다음해 9월 졸업을 했다. 그러나 23세 때 걸린 폐결핵 이 체호프의 건강을 늘 위협하게 된다. 그 해 11월에 처음 결핵 증세로 요양하게 되었다. 1884년에는 또한 첫 단편집 《멜포네네의 우화》가 출판된다.
톨스토이의 영향을 강하게 받은 체호프는 시베리아, 사할린섬 여행을 계획하고 치밀한 준비를 한 끝에 1890년 4월 모스크바를 출발했다. 사할린 섬에 유배된 수인(囚人=죄수)들의 비참한 생활은 체호프의 마음에 강렬한 인상을 새겼다. 그는 후에 이때의 기행문을 쓴 바 있다.

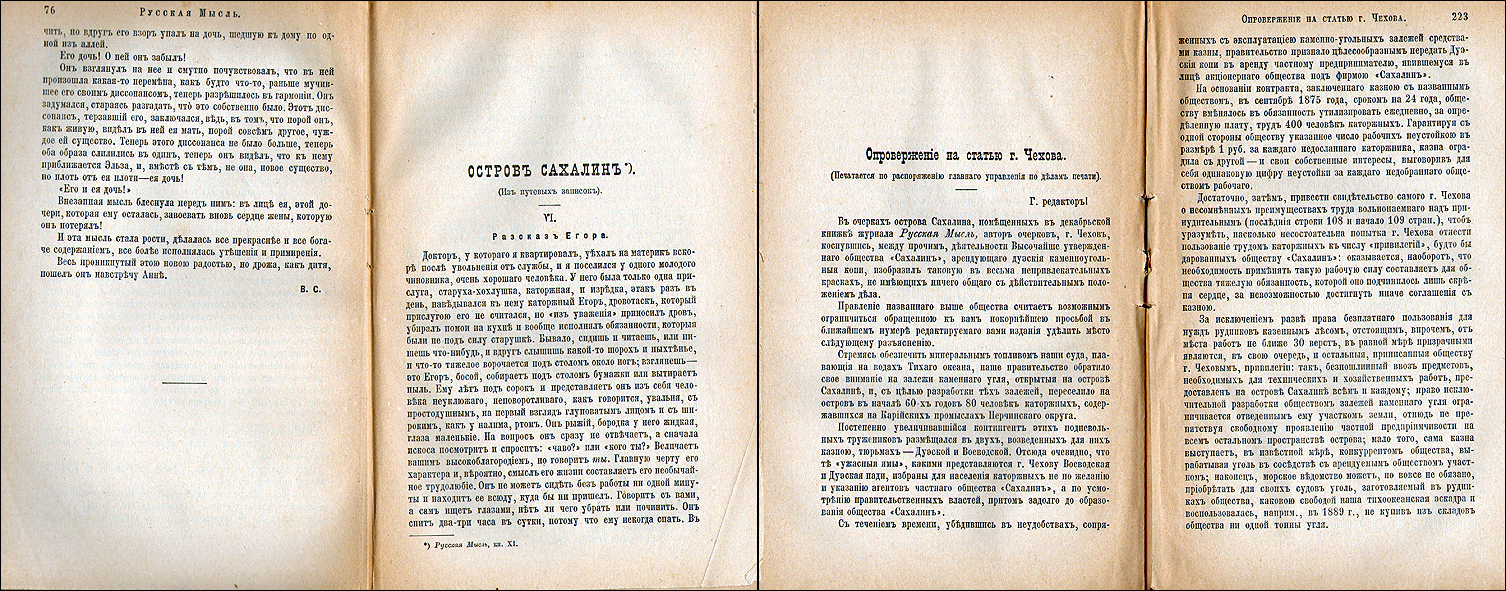
작품 : 사할린

7개월 이상이나 걸려 모스크바에 다시 돌아와 1892년, 교외에 저택을 사서 양친·누이동생과 함께 살게 된다. 의사로서 이웃 농부들의 건강을 돌보거나 마을에 학교를 세우기도 했다. 그러나 1899년, 건강상태가 좋지 않아 얄타를 마주보는 크림반도로 옮겼다.
1900년에는 러시아 아카데미 회원으로 선출되나 1902년 정부가 고리키의 아카데미회원 자격을 박탈하였을 때 이에 항의하는 뜻으로 아카데미회원자격을 반납하였다. 1904년에 체호프는 폐결핵으로 말미암아 44년의 생애를 마쳤다.

## 작품 세계
체호프의 만년은 연극, 특히 모스크바 예술극단과의 유대가 강했고, 1901년에 결혼한 올리가 크니페르는 예술극단의 여배우이기도 했다.
그러나 체호프는 타간록 시대에 이미 연극에 흥미를 가졌으며, 직접 무대에 서기도 했다. 이 시기에 장막물(長幕物) 2편, 1막물 희극 1편을 썼으나 지금은 남아 있지 않다. 모스크바에 나와서는 4막물의 것을 써서 상연하려고 꾀했으나 성공하지 못했다. 이 작품 은 19세기 말의 러시아 사회상태를 배경으로 하여 태만한 환경에 반항하면서도 스스로는 아무런 의욕도 갖지 못하는 인물을 묘사하고 있다.
1887년에 쓰여진 <이바노프>는 모스크바 및 상트페테르부르크에서 대성공을 거두었다. 기교적으로는 <프라토노프>보다 앞섰으나 아직도 과잉된 극적 효과를 노리는 낡은 수법에서 벗어나지 못했으며, 다음의 <숲의 정(精)> 실패는 체호프의 극작을 한때 멈추게 했으나 이 무렵에 쓰인 1막물에는 <곰>(1888)이나 <결혼신청>(1889) 등 뛰어난 희극이 있다.
체호프의 극작 후기는 1896년의 <갈매기>에서 시작된다. 이 작품 및 죽음에 이르기까지의 <바냐 아저씨>(1899), <세 자매>(1901), <벚꽃동산>(1903) 등은 모두 체호프의 대표작일 뿐만 아니라 근대극 가운데 걸작이며 이러한 작품에서 체호프는 일상생활의 무질서를 그대로 무대에 옮긴 듯한, 이른바 극적 행위를 직접적 줄거리로 삼지 않는 전혀 새로운 형태의 회화극(會話劇)을 확립했다.
<갈매기>는 상트페테르부르크에서의 초연 때 완전히 실패하고 말았으나 2년 후에 다시 새로 설립된 모스크바 예술극단이 다루었을 때는 큰 성공을 거두었다. 그러나 희극으로서 쓰여진 이 작품을 오히려 비극적인 것으로 만들어버린 연출가 스타니슬랍스키가 진정으로 작가의 의도를 이해하고 있다고 체호프는 생각하지 않았다. 아무튼 이후 체호프의 작품은 모두 모스크바 예술극단이 상연하게 됐다.
<바냐 아저씨>는 앞서의 <숲의 정>을 다시 쓴 것으로서 그 톨스토이즘이나 멜로드라마의 성격에서도 완전히 벗어나고 있다. <세 자매>는 초연 후 전집에 수록되자 다시 고쳐쓴 바 있다. 마지막 작품 <벚꽃동산>은 체호프의 44세 생일에 초연의 막이 올랐다.
체호프의 희곡(주로 후기의 4작품)은 오랫동안 러시아나 외국에서도 작자의 페시미스틱한 인생관을 반영한 러시아 귀족사회에 대한 만가(挽歌)로 간주되어 왔다. 그러나 체호프 자신은 그러한 견해에 거의 놀라움을 금하지 못할 정도였으며, 작품 안에 작자의 미래에 대한 희망이 넘칠 정도로 깃들여 있다는 것이 그 후의 정정(訂正)된 해석이다. <세 자매>나 <벚꽃동산>에서 서술되는 새로운 시대의 도래(到來)에 대한 전망은 체호프가 죽은 지 얼마 후에 실현된 러시아 혁명을 예언한 것이라고도 생각되고 있다.
그러나 체호프를 다만 비관적인 작가로부터 낙관적인 작가로 그 정의를 고치는 것만으로는 무의미할 것이다. 얼핏 보면 비극적이며 사진적(寫眞的)인 모방처럼 보이는 이러한 희곡이 사실은 매우 정교하게 계산된 극적 형식을 지니고 있다고 하는 체호프의 작극술(作劇術)을 구명한다는 것이 그를 이해하려는 첫걸음일 것이다.

## 읽어보기

### 전집
- Sočinenija (작품), 10권, 편집 A. f. Marks, 1899-1902, 페터스부르그 (최초의 안톤 체호프 전집).
- 30권 전집, 편집 Belčikov, D. D. Blagoj, G. A. Bjalyj, A. S. Majsnikov, L. D. Opulskaja, A. I. Revjakin, M. B. Chrapčenko, 1974ff. 모스크바.

### 대표 작품
단편
- 〈관리의 죽음〉(1883)
- 〈우수〉(1885)
- 〈키스〉
- 〈사랑에 대하여〉
- 〈아뉴타〉(1886)
- 〈귀여운 여인〉(1898)
- 〈약혼녀〉(1902)
- 〈개를 데리고 다니는 여인〉(1899)
- 〈카멜레온〉(1884)
- 〈초원〉(1888)
- 〈6호 병동〉 (1892)
- 〈사할린 섬〉(1890)
- 〈아리아드나〉
- 〈결투〉(1892)

극
- 《갈매기》(1896) - 4막
- 《이바노프》(1887) - 4막
- 《바냐 아저씨》(1897) - 4막
- 《담배의 해로움》(1886, 1902) - 1막, 독백
- 《곰》(1888) - 1막, 익살극
- 《청혼》(1889) - 1 막, 익살극
- 《세 자매》(1901) - 4막
- 《벚꽃 동산》(1903) - 4막

## 같이 보기
- 진클로드 반 이탤리
- 앙리 트루아야